# Besarabijski Bugari
Besarabijski Bugari (bug.: бесарабски българи, besarabski bǎlgari, rum.: bulgari basarabeni) su bugarska manjinska skupina nastanjena u povijesnoj pokrajini Besarabiji, u današnjoj Ukrajini (Odeška oblast) i Moldaviji.

## Ukrajina
U Ukrajini se broj Besarabijskih Bugara procjenjuje na preko 129 tisuća u Budžaku, a 75 000 u ostalim dijelovima zemlje. Prema ukrajinskom popisu stanovništva iz 2001. u Ukrajini je živjelo 204 600 Bugara. 
Bugari su većina u okrugu Bolgrad (45 600 Bugara od 75 000 stanovnika), također žive i u drugim okruzima u Budžaku: Arciz (20 200 od 51 700), Tarutino  (17 000 od 45 200), Izmail (14 100 od 54 700) i Sarata (10 000 od 49 900). U gradu Izmailu živi 8 600 Bugara. 
Izvan Budžaka mnogo Bugara živi u Odesi. U gradu Bilgorodu-Dnjistrovskom oko 4% stanovništva čine Bugari.

## Moderna Moldavija
Prema popisu stanovništva održanom u listopadu 2004. u Moldaviji živi 65.072 Besarabijskih Bugara (1,95% stanovništva, bez regije Pridnjestrovlje), koncentriranih uglavnom u južnim dijelovima uglavnom u distriktu Taraclia. Prema popisu stanovništva održanom u studenom 2004. u Pridnjestrovlju u Tighini živi 3.164 (3,16%) Bugara, a u okolici 10.515 (2,39%) na istočnoj obali rijeke Dnjestar. 
29.447 Bugara živi u gradovima (i predstavljaju 2,26% od urbanih stanovnika), a 36.215 živi na selu (1,74% ruralnog stanovništva). 90,60% etničkih Bugara rođeni su u Moldaviji (nacionalni prosjek je 94,6%), 5.968 (9,09%) u drugim zemljama koje su nekada bile u Sovjetskom Savezu (nacionalni prosjek je 5,16%), a 199 (0,30%) su rođeni drugdje.

## Povijest
Bugari su naselili južne dijelove Besarabije krajem 18. i početkom 19. stoljeća, u vrijeme feudalnih pobuna u Osmanskom Carstvu, a nakon razdoblja Rusko-turskih ratova. Posebno snažni valovi iseljavanja pojavili su se nakon Rusko-turskih ratova od 1806. – 1812. i 1828. – 1829. Naseljenici su došli ponajprije s područja današnje istočna Bugarska, ali mnogi su bili i potomci Bugara iz zapadnoga dijela zemlje koji su se preselili u istočnu Bugarsku i prije 18. stoljeća. Među Bugarima koji su iselili u Besarabiju također se nalazio maleni broj Albanaca koji su se također naselili u istočnoj Bugarskoj.
Bugari koji su podržavali Ruse, a bili kompromitirani u očima Osmanlija bolje izglede za život imali su u osvojenim ruskim područjima. Propaganda je uvjerila Bugare da se nasele u područja s kojih su uklonjeni Tatari. Bugari nisu naselili samo Besarabiju, nego i Hersonsku oblast. Prvi put, bugarske i gagauzske izbjeglice u Besarabiji spominju se 1769. godine.
Nakon Pariškoga mirovnoga sporazuma iz 1856. godine Besarabija je podijeljena između Rumunjske i Rusije. Godine 1861. 20 000 Bugara iz rumunjskoga dijela Besarabije preselila se u Rusiju, gdje su dobivali zemlju Nogajca. 
Nakon što je cijela Besarabije pripala Ruskome Carstvu 1878., ojačalo je porusivanje, te je velik broj bugarskih intelektualaca vratio u novoosnovanu Kneževinu Bugarsku. Bugarski manjina bila je lišena prava ostvarenih za vrijeme rumunjske vlasti. Cijela Besarabije sjedinjena je s Rumunjskom u travnju 1918, nakon ruske revolucije i raspada Ruskoga Carstva. Za razliku od prethodnoga razdoblja rumunjske vladavine, većina kulturnih i obrazovnih prava bugarske nacionalne manjine nisu vraćena.
Tijekom ustanka 1924., kada su Sovjeti neuspješno pokušali svrgnuti rumunjsku uprave u južnoj Besarabiji, mnogi Bugari (zajedno s mjesnim Moldavcima i Nijemcima ) podržali su Rumunje.
Pakt Molotov - Ribbentrop 1939. doveo je do sovjetskoga ultimatuma u lipnju 1940. i invazije sovjetskih snaga u Besarabiju i njezino uključivanje u Sovjetski Savez. Besarabijski Bugari izgubili su neke značajke kulturnoga identiteta u tom razdoblju.
Kretanjem narodnog preporoda koji je nastao u 1980., objavljene su bugarske novine, uspostavljene kulturne i obrazovne udruge, bugarski jezik uvodi se u područne škole, posebno nakon raspada SSSR-a: isprva kao izborni, kasnije kao obvezan predmet. Udruga Bugara u Ukrajini osnovana je 1993. Republika Bugarska financira Sveučilište u Taracli.